# Детектив (профессия)

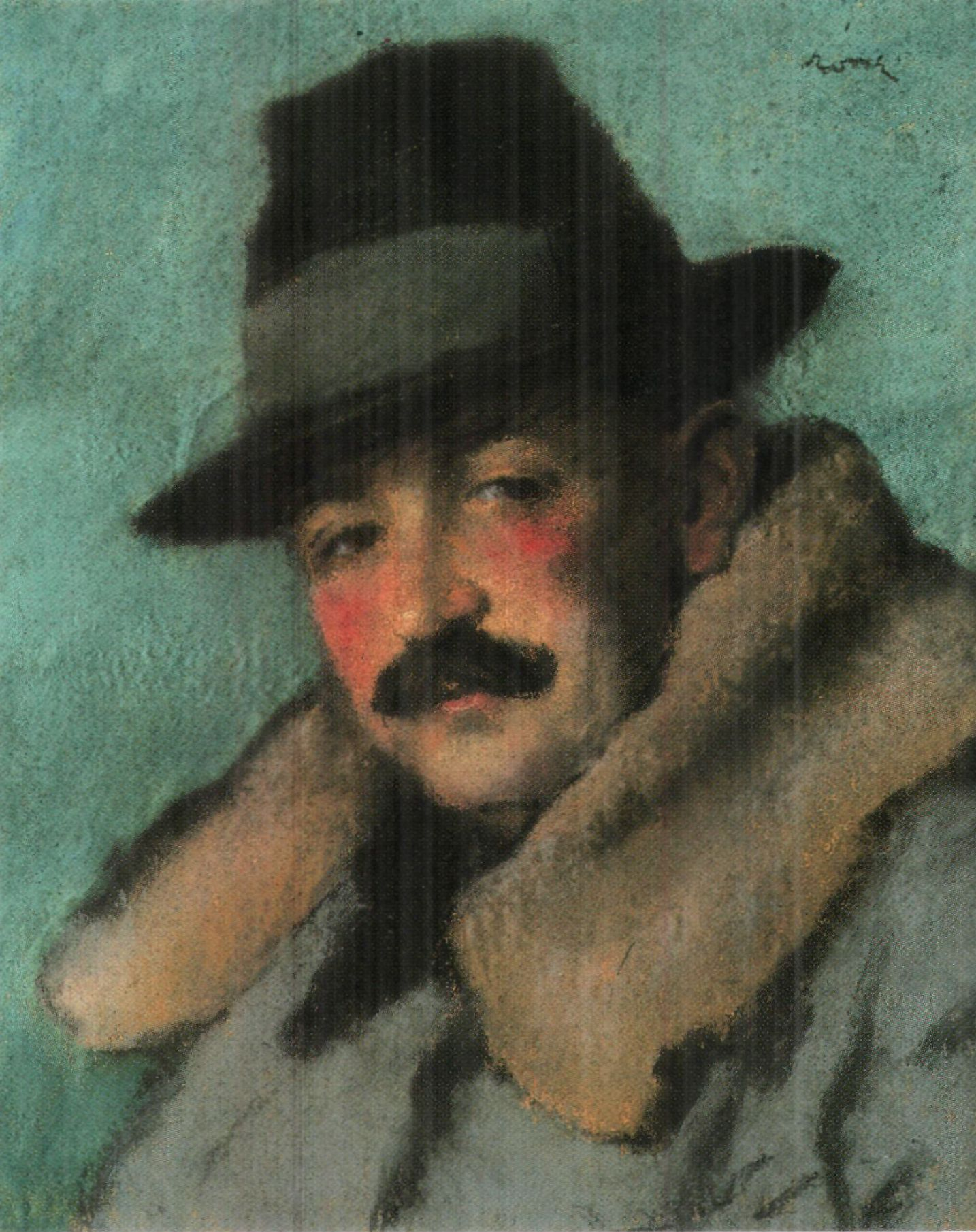
Йожеф Рипль-Ронаи — Детектив (1923), Музей в Капошваре, Венгрия

Детекти́в (англ. detective, от лат. detectio «раскрытие»), сыщик — специалист по расследованию уголовных преступлений; агент сыскной полиции. В его обязанности входит сбор улик и предоставление их судебным органам.
Частный детектив — лицо, осуществляющее детективную (сыскную) деятельность и оказывающее детективные услуги частным (индивидуальным) образом.

## Деятельность
Согласно действующему законодательству России, частный детектив предоставляет следующие виды услуг:
- сбор сведений по гражданским делам на договорной основе с участниками процесса;
- изучение рынка, сбор информации для деловых переговоров, выявление некредитоспособных или ненадежных деловых партнёров;
- установление обстоятельств неправомерного использования в предпринимательской деятельности фирменных знаков и наименований, недобросовестной конкуренции, а также разглашения сведений, составляющих коммерческую тайну;
- выяснение биографических и других характеризующих личность данных об отдельных гражданах (с их письменного согласия) при заключении ими трудовых и иных контрактов;
- поиск без вести пропавших граждан;
- поиск утраченного гражданами или предприятиями, учреждениями, организациями имущества;
- сбор сведений по уголовным делам на договорной основе с участниками процесса. В течение суток с момента заключения контракта с клиентом на сбор таких сведений частный детектив обязан письменно уведомить об этом лицо, производящее дознание, следователя или суд, в чьем производстве находится уголовное дело.

В России в число самых востребованных услуг, предоставляемых частными детективами, входят расследования, связанные с предполагаемой супружеской неверностью, сбор информации о должниках, сбор информации по гражданским и уголовным делам, розыск пропавшего автотранспорта и грузов, финансовые расследования.

### Ограничения деятельности
В соответствии с действующим законом частным детективам запрещается:
- скрывать от правоохранительных органов ставшие им известными факты готовящихся, совершаемых или совершенных преступлений;
- выдавать себя за сотрудников правоохранительных органов;
- собирать сведения, связанные с личной жизнью, с политическими и религиозными убеждениями отдельных лиц;
- осуществлять видео- и аудиозапись, фото- и киносъемку в служебных или иных помещениях без письменного согласия на то соответствующих должностных или частных лиц;
- прибегать к действиям, посягающим на права и свободы граждан;
- совершать действия, ставящие под угрозу жизнь, здоровье, честь, достоинство и имущество граждан;
- фальсифицировать материалы или вводить в заблуждение клиента;
- разглашать собранные в ходе выполнения договорных обязательств сведения о заказчике, в том числе сведения, касающиеся вопросов обеспечения защиты жизни и здоровья граждан и (или) охраны имущества заказчика, использовать их в каких-либо целях вопреки интересам заказчика или в интересах третьих лиц, кроме как на основаниях, предусмотренных законодательством Российской Федерации;
- передавать свою лицензию для использования её другими лицами;
- использовать документы и иные сведения, полученные в результате осуществления оперативно-разыскной деятельности органами, уполномоченными в данной сфере деятельности;
- получать и использовать информацию, содержащуюся в специальных и информационно-аналитических базах данных органов, осуществляющих оперативно-разыскную деятельность, в нарушение порядка, установленного законодательством Российской Федерации.

Проведение сыскных действий, нарушающих тайну переписки, телефонных переговоров и телеграфных сообщений либо связанных с нарушением гарантий неприкосновенности личности или жилища, влечет за собой установленную законом ответственность.

## История частного сыска
Первым частным детективное агентством считают созданное в 1832 году в Париже бюро Эжена Видока.
Прославленным частным сыщиком был Алан Пинкертон, основавший в 1850 году в Чикаго знаменитое Агентство Пинкертона.
Знаменитым американским частным детективом был также Уильям Бёрнс, который с 1908 года возглавлял собственное детективное агентство в Чикаго. В 1921 году он был назначен главой недавно созданного Бюро расследований (предшественника ФБР).
24 июля, день рождения Видока отмечется как международный день частных детективов.

## Законодательство

### В России
По законодательству Российской Федерации частный детектив — гражданин Российской Федерации, зарегистрированный в качестве индивидуального предпринимателя, получивший в установленном законом порядке лицензию на осуществление частной детективной (сыскной) деятельности и оказывающий услуги, предусмотренные частью второй статьи 3 Закона о частной детективной и охранной деятельности в Российской Федерации (в ред. Федеральных законов от 21.03.2002 N 31-ФЗ, от 10.01.2003 N 15-ФЗ, от 06.06.2005 N 59-ФЗ, от 18.07.2006 N 118-ФЗ, от 24.07.2007 N 214-ФЗ, от 22.12.2008 N 272-ФЗ).
В России деятельность частных детективов регламентируется Законом о частной детективной и охранной деятельности в Российской Федерации (в ред. Федеральных законов от 21.03.2002 N 31-ФЗ, от 10.01.2003 N 15-ФЗ, от 06.06.2005 N 59-ФЗ, от 18.07.2006 N 118-ФЗ, от 24.07.2007 N 214-ФЗ, от 22.12.2008 N 272-ФЗ). Согласно закону частная детективная и охранная деятельность определяется как оказание на возмездной договорной основе услуг физическим и юридическим лицам, имеющими специальное разрешение (лицензию) органов внутренних дел организациями и индивидуальными предпринимателями в целях защиты прав и законных интересов своих клиентов.

### В США
В США регистрация частных детективных компаний находится в ведении штатов. В тридцати пяти штатах действуют законы, специально касающиеся частных детективных агентств .
Лицензия выдается сроком на 1–2 года.
Основными направлениями работы являются расследование финансовых преступлений, защита интеллектуальной собственности, сбор доказательств для судебных разбирательств. В Соединенных Штатах частные детективы играют важную роль в расследованиях, в которых участвуют как частные лица, так и предприятия .

### В Республике Армения
В Республике Армения нет правовых норм, определяющих порядок осуществления частной детективной деятельности, а также разрешающих или запрещающих такую деятельность. После обретения независимости было несколько законодательных инициатив в виде законопроекта, регулирующего частную детективную деятельность, однако закон до сих пор не принят. В Армении нет законодательного запрета на осуществление частной детективной деятельности, и эта деятельность регулируется законодательством РА, регулирующим предпринимательскую деятельность.

### В Канаде
В Канаде деятельность частных детективных агентств регулируется специальными законами, являющимися неотъемлемой частью провинциального законодательства. Каждая провинция, исходя из местных условий, разрабатывает и принимает собственные законы, определяющие условия создания и деятельности частных бюро. Общим и обязательным условием для всех видов деятельности является порядок регистрации и получения разрешения на частную детективную деятельность в провинции.

## Профессиональные ассоциации
Всемирная ассоциация детективов: Всемирная ассоциация детективов была основана в 1925 году в Чикаго, США. Ассоциация является крупнейшей и старейшей профессиональной ассоциацией в мире. В настоящее время ассоциация представлена примерно в 80 странах мира и насчитывает более 1000 членов

## Схожие профессии
Детекти́в — должность в полицейских структурах стран, организованных на основе англосаксонской системы права. На такую должность назначают лиц с офицерским званием, но обращаются «офицер» не к ним, а только к нижним чинам полиции, поскольку в английском языке обращение «офицер» прежде всего имеет значение «чиновник» или «государственный служащий». В России нет профессии, которая была бы аналогична профессии детектива, к примеру, в полиции США. Если анализировать полномочия детективов и сравнивать их с полномочиями российских правоохранительных служащих, то правовой статус детектива будет представлять собой нечто среднее между статусом оперуполномоченного и дознавателя в России.
Частный детектив, хоть и называется детективом, не является государственным служащим, поэтому его правовое положение несколько иное. Частный детектив — своего рода фрилансер, осуществляющий предпринимательскую деятельность на свой риск. Это, с одной стороны, дает частному детективу некоторую свободу действий, но, с другой стороны, — частный детектив не наделен теми императивными полномочиями, которые имеют его коллеги из государственных и муниципальных структур.

## Известные частные детективы
- Эжен Франсуа Видок — французский преступник, ставший одним из первых современных частных детективов и «отцом» уголовного розыска в его современном виде.
- Хорхе Коломар — частный детектив из Барселоны, которого пресса называет «испанским Шерлоком Холмсом».
- Алан Пинкертон — американский сыщик, основатель «Национального детективного агентства Пинкертона[англ.]», чья фамилия сначала стала именем нарицательным сначала для его агентов, а затем и синонимом слов сыщик и детектив.
- Клайд Уилсон — североамериканский частный детектив, славился своим умением решать сложные дела, считался «самым публичным частным детективом Хьюстона».
- Kroll — американская детективная компания, специализирующаяся на бизнес-разведке, кибербезопасности и управлении рисками для корпораций и частных лиц.

## Детектив и сыщик в культуре
Деятельность детективов романтизирована и героизирована одноимённым жанром литературы и кинематографа, в котором личность детектива в большинстве случаев является главной фигурой повествования. В подобных произведениях главному герою обычно приписываются качества, которые выделяют его среди коллег. Основой сюжетной линии обычно выступает борьба с преступностью, которую дополняют возможные личные проблемы главного героя и его взаимоотношения с окружающими людьми.
В связи с тем, что произведения детективного жанра имеют направленность на широкую аудиторию, реалистичность происходящего приносится в жертву зрелищности и сюжету. Профессиональный правоохранительный служащий заметит в соответствующих книгах и фильмах множество ошибок, по большей части юридического характера.
Образ сыщика, расследующего преступление, очень популярен в культуре. Существует огромное количество литературных произведений и кино на эту тему (т. н. детектив). Многие из героев таких произведений стали исключительно популярны в массовой культуре.
Одним из первых произведений подобного рода является рассказ Эдгара По «Убийство на улице Морг». Важную роль в становлении и развитии жанра сыграли образы Шерлока Холмса Артура Конан-Дойла, Эркюля Пуаро и мисс Марпл Агаты Кристи, комиссара Мегрэ Жоржа Сименона.
Символ детектива в Юникоде — 🕵️‍♂️.